# 4479 Charlieparker
4479 Charlieparker è un asteroide della fascia principale. Scoperto nel 1985, presenta un'orbita caratterizzata da un semiasse maggiore pari a 2,7570637 UA e da un'eccentricità di 0,0973755, inclinata di 5,30863° rispetto all'eclittica.